# Kurimka
Kurimka est un village de Slovaquie situé dans la région de Prešov.

## Histoire
Première mention écrite du village en 1548.

## Démographie

### Évolution de la population
| Année:               | 1994. | 2004.   | 2014.   | 2024.   |
| -------------------- | ----- | ------- | ------- | ------- |
| Nombre de personnes: | 398   | 385     | 381     | 362     |
| Différence:          |       | -3,26 % | -1,03 % | -4,98 % |

| Année:               | 2023. | 2024.   |
| -------------------- | ----- | ------- |
| Nombre de personnes: | 365   | 362     |
| Différence:          |       | -0,82 % |